# Гаплогруппа N9 (мтДНК)
Гаплогруппа N9 — гаплогруппа митохондриальной ДНК человека. Является потомком гаплогруппы N.

## Субклады
- N9
  - N9a
    - N9a1'3
    - N9a2’4’5’11
    - N9a6
    - N9a7
    - N9a8
    - N9a9
    - N9a10

  - N9b
    - N9b1
    - N9b2
    - N9b3
    - N9b4

  - Y
    - Y1
    - Y2

## Описание
Гаплогруппа N9 представляет собой одну из древнейших ветвей человеческой митохондриальной ДНК, относящуюся к макрогаплогруппе N. Сформировавшаяся примерно 30 000–50 000 лет назад, эта гаплогруппа имеет ярко выраженное восточноазиатское происхождение и распространение.
Происхождение и эволюция
Гаплогруппа N9 возникла в период верхнего палеолита, вероятно, на территории современного Южного Китая или прилегающих регионов Юго-Восточной Азии. Генетические исследования показывают, что последний общий предок современных носителей этой гаплогруппы жил около 25 000–30 000 лет назад. В процессе эволюции N9 разделилась на несколько основных субкладов, наиболее значимыми из которых являются N9a, N9b и N9c.
Географическое распространение
В современном мире гаплогруппа N9 демонстрирует четкую географическую привязку к Восточной Азии:
- В Японии частота достигает 5 %, причем субклад N9b особенно распространен среди айнов (до 20 %)
- В Китае и Корее встречается с частотой 2-4 %
- В странах Юго-Восточной Азии (Вьетнам, Таиланд) — 1-3 %
- У коренных народов Сибири и Дальнего Востока (эвенки, нивхи) присутствует как след древних миграций

Историческое значение
Гаплогруппа N9 представляет особый интерес для исследователей, так как:
1. Является маркером древнейших миграций в Восточную Азию
2. Связана с неолитическими культурами (например, Яншао в Китае)
3. Играет важную роль в формировании генофонда японского архипелага
4. Прослеживается у древних популяций периода Дзёмон

Палеогенетические свидетельства
Археологические находки подтверждают древнее происхождение этой гаплогруппы:
- Образцы из неолитических стоянок Китая (5000-3000 лет до н. э.)
- Останки представителей культуры Дзёмон в Японии
- Материалы из древних корейских поселений